# 贾姆肖罗县

所在位置

贾姆肖罗县(信德语: ڄام شورو) (乌尔都语: ضلع جامشورو)，是巴基斯坦信德省的一个县，位于该省西部。县治位于贾姆肖罗市。

## 行政区划
贾姆肖罗县分为4个乡。